# دهه ۵۴۰ (میلادی)
دهه ۵۴۰ (میلادی) دهه پنجاه و چهارم تقویم میلادی است.

## درگذشتگان
‎